# Visby International Centre for Composers
Visby International Centre for Composers (VICC) är en mötesplats för verksamma tonsättare främst från Norden och de baltiska länderna. VICC drivs av Ramon Anthin och bland andra studioteknikern Jesper Elén.
Där finns två välutrustade notationsstudior, ett flygelrum samt Studio ALPHA. Som composer in residence får man även gratis boende i Carlquistska villan.
VICC delar Tullhuset i Visbys hamn med Gotlands Tonsättarskola.